# トゥクルティ・ニヌルタ1世

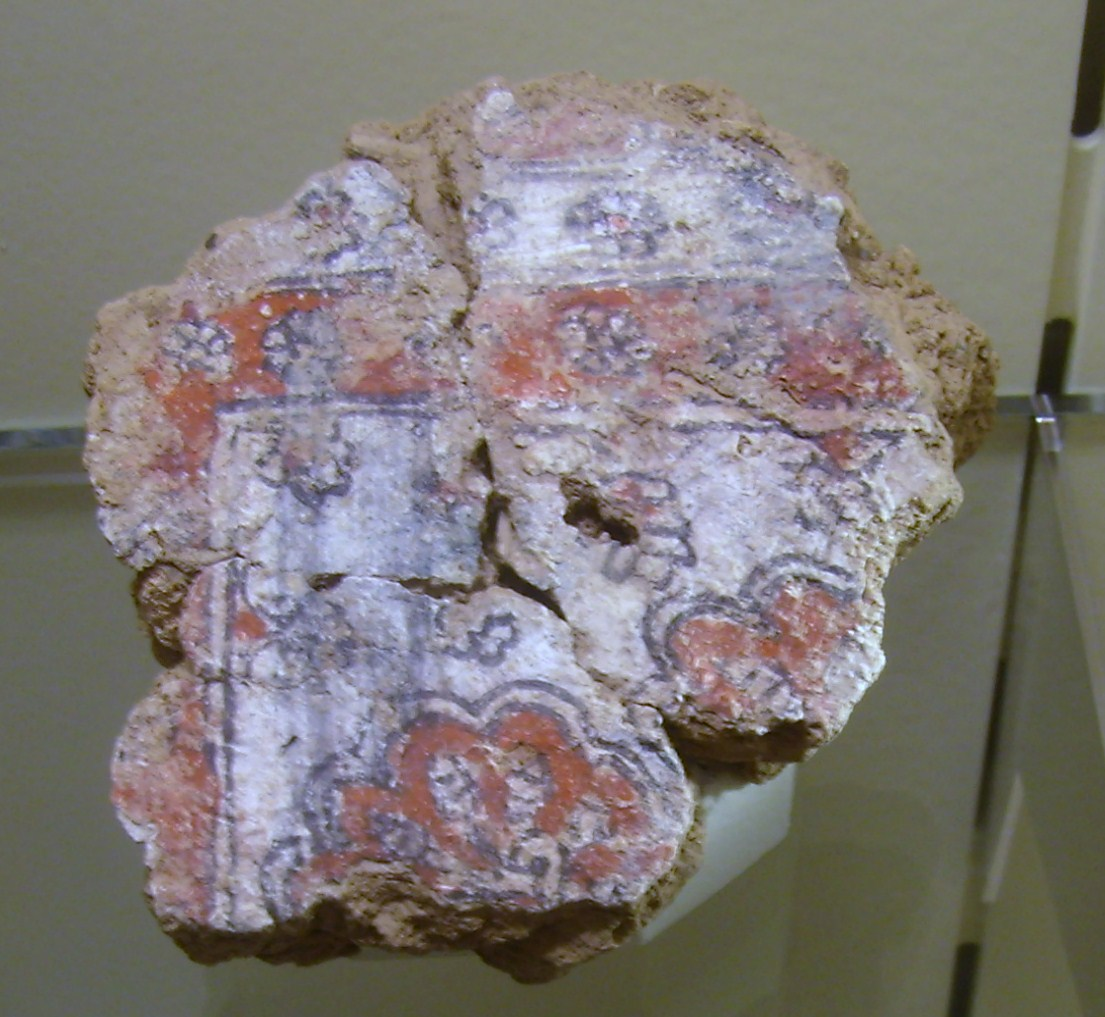
トゥクルティ・ニヌルタ1世

トゥクルティ・ニヌルタ1世（Tukulti Ninurta I、在位：紀元前1244年 - 紀元前1208年）は、中アッシリア王国時代のアッシリアの王である。アッシュール近郊に新都カール・トゥクルティ・ニヌルタを造営した事で知られる。

## 来歴
シャルマネセル1世の息子として生まれた。父の拡大路線を受け継ぎ、即位するとすぐに各地へ遠征を行った。ザグロス山脈方面、ウラルトゥ方面への遠征を成功させ資源ルートを確保した。これは取り分け銅と馬を確保することに意味があった。
紀元前1235年頃（年代については諸説あり）、バビロニア（カッシート朝）との国境紛争でカシュティリアシュ4世は条約をやぶってアッシリア領に侵攻した。トゥクルティ・ニヌルタ1世は軍を率いてカシュティリアシュ4世を破り、バビロンまで追撃してカシュティリアシュ4世を捕縛し、バビロニアを征服した。この時アッシリアは膨大な戦利品を獲得している。更にバビロニアの同盟国であり、かねてより緊張が続いていたヒッタイトとも戦端が開かれ、彼は西進してユーフラテス川を越え、ヒッタイト領に侵攻した。ヒッタイト王トゥドハリヤ4世との戦いでこれを破り北シリアへも領土を拡大した。
こうして中アッシリア王国時代を代表する征服王として君臨したトゥクルティ・ニヌルタ1世であったが、治世末期にはそもそも内部対立が激化していたらしく、紀元前1208年頃、息子達にカール・トゥクルティ・ニヌルタを包囲され、そのさなか暗殺されて死去した。さらに彼が殺された後、息子達のうちの一人アッシュール・ナディン・アプリが王位を得たがアッシリアは深刻な政治混乱に陥り、短命王が続き、アダド・シュマ・ウツルがバビロンを奪還してその支配権も失われるなどアッシリアの領土は大きく失われることとなる。

## 文化事業

### 新都造営
彼の治世において有名なのは新都カール・トゥクルティ・ニヌルタ（『トゥクルティ・ニヌルタの港』の意）の造営である。首都アッシュールの近隣に作られたこの都市は、各地から被征服者をかりだして作られた巨大な都市であったが、彼が最後に暗殺される場所ともなった。死後都市は放棄され首都はアッシュールに戻った。

### トゥクルティ・ニヌルタ英雄叙事詩
バビロニア征服はアッシリア人達にとって歴史的快挙であった。それを反映し、トゥクルティ・ニヌルタ1世のバビロニア攻略はアッシリアの伝説として数世紀にわたって語り継がれることとなった。また、この叙事詩の編纂はバビロニア文化の影響を受けて行われたものであることは確実で、その文学的体裁はバビロニア文学の影響を著しく受けており、編纂にバビロニアから捕縛されてきた書記達も関わったと考えられる。